# Voleibol José María de Pereda
El Voleibol José María de Pereda, también conocido como Pereda de Santander o Pereda Racing, fue un club de voleibol de Santander (Cantabria), España. Desarrolló su actividad en los años 70 y 80. Se trataba del equipo de voleibol del Instituto José María de Pereda de la capital cántabra y contaba con secciones tanto masculina como femenina. La sección masculina llegó a participar en la máxima categoría del voleibol español, la Primera División por aquel entonces, durante tres temporadas consecutivas (1977-78, 1978-79 y 1979-80). Antes de acceder a dicha categoría el club ya disputó las fases de ascenso de las campañas 1972-73 y 1975-76, para finalmente dar el salto tras la fase de ascenso de la campaña 1976-77, en la que se impuso a Pío XI de Sevilla, Hispánico OJE de León, Academia Alpe de Barcelona, Orient Puerto de Málaga y San Fernando de Valencia. Después del descenso de la máxima categoría en la temporada 1979-80, el Pereda aún disputó las fases de ascenso de las temporadas 1980-81, 1981-82, 1984-85 y 1985-86, pero no logró ascender a la recién creada División de Honor. En la temporada 1986-87 se fusionó con el Laredo.
Cabe destacar que merced a un convenio con el Racing de Santander, el Pereda llevó el nombre de Pereda Racing durante la temporada 1978-79 en la Primera División.

## Historial
- Semifinalista de Copa (1): 1977-78.[3]
- Temporadas en Primera División (3): 1977-78, 1978-79 y 1979-80.
- Mejor clasificación en Primera División: 4º (1977-78).[4]
- Peor clasificación en Primera División: 10º (1978-79).[5] y 1979-80[6]
- Fases de ascenso a Primera División/División de Honor (7): 1972-73, 1975-76, 1976-77, 1980-81, 1981-82, 1984-85 y 1985-86.